# Gardenie

Gardenie is een metrostation in het stadsdeel municipio VI van de Italiaanse hoofdstad Rome dat wordt bediend door lijn C van de metro van Rome. Het station werd gebouwd tussen juli 2007 en januari 2015. Vanaf 12 mei 2015 werden proefritten gehouden en op 29 juni 2015 werd het station geopend voor de reizigersdienst. Het station ligt onder de noordkant van het gelijknamige plein. Aan de oostkant van de verdeelhal is een toegang met (rol)trappen en lift op de noordoost hoek van het plein. Aan de westkant van de verdeelhal is een vaste trap naar het plein en een voetgangerstunnel onder de Viale della Primavera met aan de overkant een toegang met eveneens (rol)trappen en een lift. 